# Lijst van prefecten voor de Clerus

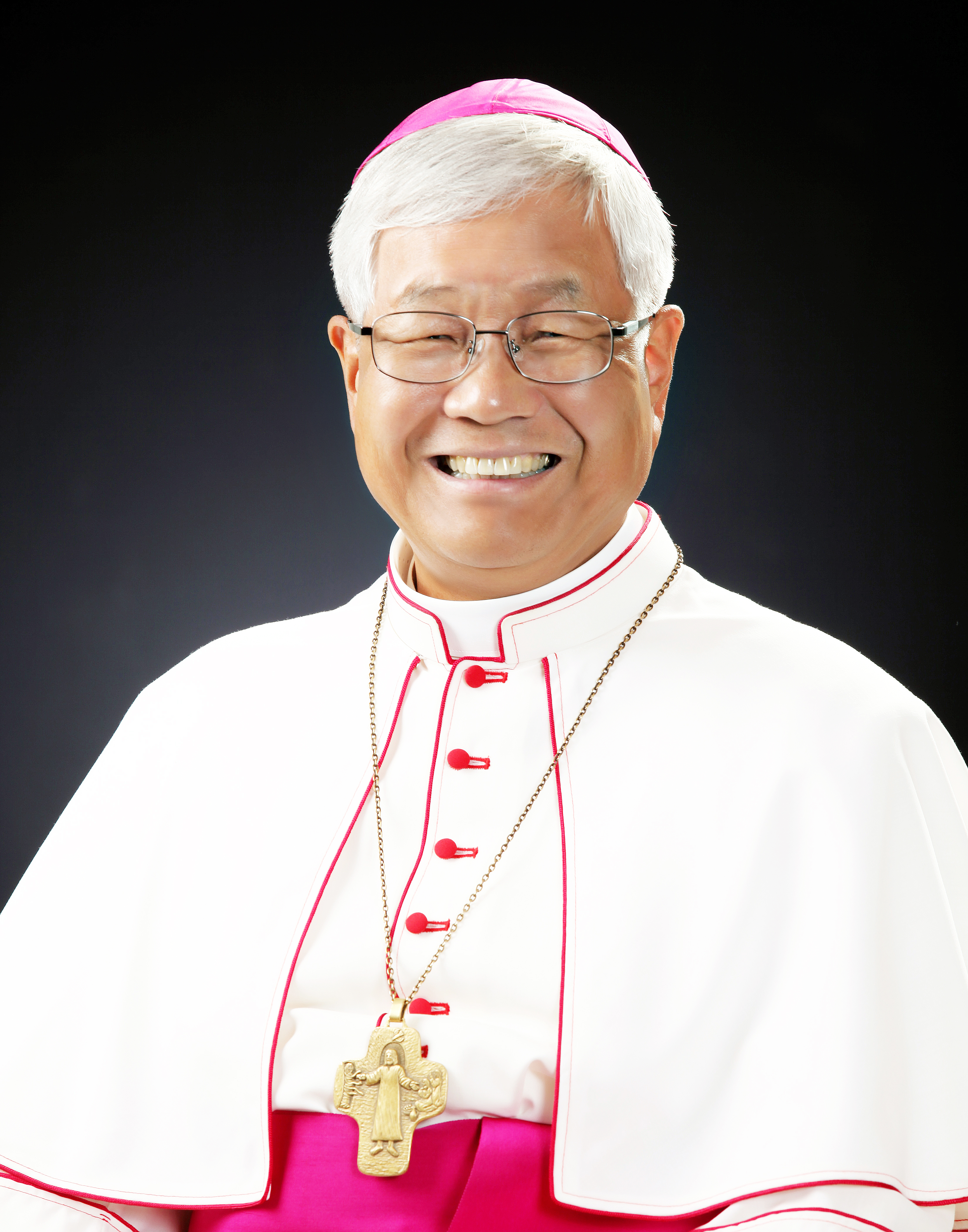
Lazarus You Heung-sik, prefect sinds 2021

Onderstaand volgt een lijst van prefecten van de Dicasterie voor de Clerus, een orgaan van de Romeinse Curie.
| Sacra Congregatio Cardinalium Concilii Tridentini interpretum | Sacra Congregatio Cardinalium Concilii Tridentini interpretum |
| ------------------------------------------------------------- | ------------------------------------------------------------- |
| 1564-1565                                                     | Carolus Borromaeus                                            |
| 1565-1580                                                     | Francesco Alciati                                             |
| 1580-1586                                                     | Filippo Boncompagni                                           |
| 1586-1591                                                     | Antonio Carafa                                                |
| 1591-1603                                                     | Girolamo Mattei                                               |
| 1604-1605                                                     | Paolo Emilio Zacchia                                          |
| 1606-1616                                                     | Francesco Maria Bourbon del Monte                             |
| 1616-1620                                                     | Orazio Lancellotti                                            |
| 1621-1623                                                     | Roberto Ubaldini                                              |
| 1623-1626                                                     | Cosmo de Torres                                               |
| 1626-1627                                                     | Bonifacio Bevilacqua                                          |
| 1627-1639                                                     | Fabrizio Verospi                                              |
| 1639-1644                                                     | Giovanni Battista Pamphili                                    |
| 1644-1645                                                     | Francesco Cennini                                             |
| 1645-1655                                                     | Pier Luigi Carafa                                             |
| 1657-1661                                                     | Francesco Paolucci                                            |
| 1661-1663                                                     | Giulio Sacchetti                                              |
| 1664-1671                                                     | Angelo Celsi                                                  |
| 1671-1672                                                     | Paluzzo Altieri                                               |
| 1673-1675                                                     | Vincenzo Maria Orsini                                         |
| 1675-1691                                                     | Federico Baldeschi Colonna                                    |
| 1692-1695                                                     | Galeazzo Marescotti                                           |
| 1696-1700                                                     | Giuseppe Sacripanti                                           |
| 1700-1718                                                     | Bandino Panciati                                              |
| 1718-1721                                                     | Pietro Marcellino Corradini                                   |
| 1721-1737                                                     | Curzio Origo                                                  |
| 1737-1753                                                     | Antonio Saverio Gentili                                       |
| 1753-1756                                                     | Mario Millini                                                 |
| 1756-1757                                                     | Gian Giacomo Millo                                            |
| 1757-1758                                                     | Clemente Argenvilliers                                        |
| 1759-1775                                                     | Ferinando Maria De Rossi                                      |
| 1775-1784                                                     | Carlo Vittorio Amedeo Delle Lanze                             |
| 1785-1795                                                     | Guglielmo Pallotta                                            |
| 1795-1798                                                     | Tommaso Antici                                                |
| 1800-1810                                                     | Filippo Carandini                                             |
| 1814-1820                                                     | Giulio Gabrielli                                              |
| 1820-1834                                                     | Emanuele De Gregorio                                          |
| 1834-1841                                                     | Vincenzo Macchi                                               |
| 1841-1847                                                     | Paolo Polidori                                                |
| 1847-1849                                                     | Pietro Ostini                                                 |
| 1851-1853                                                     | Angelo Mai                                                    |
| 1853-1860                                                     | Anton Maria Cagiano de Azevedo                                |
| 1860-1881                                                     | Prospero Caterini                                             |
| 1881-1885                                                     | Lorenzo Nina                                                  |
| 1885-1893                                                     | Luigi Serafini                                                |
| 1893-1902                                                     | Angelo di Pietro                                              |
| 1902-1908                                                     | Vincenzo Vannutelli                                           |
| 1908-1914                                                     | Casimiro Gennari                                              |
| 1914-1919                                                     | Francesco di Paola Cassetta                                   |
| 1919-1930                                                     | Donato Sbarretti                                              |
| 1930-1938                                                     | Giulio Serafini                                               |
| 1938-1939                                                     | Luigi Maglione                                                |
| 1939-1949                                                     | Francesco Marmaggi                                            |
| 1949-1954                                                     | Giuseppe Bruno                                                |
| 1954-1966                                                     | Pietro Ciriaci                                                |
| 1967-1968                                                     | Jean-Marie Villot                                             |
| (Heilige) Congregatie voor de Clerus                          |                                                               |
| 1968-1969                                                     | Jean-Marie Villot                                             |
| 1969-1979                                                     | John Joseph Wright                                            |
| 1979-1986                                                     | Silvio Oddi                                                   |
| 1986-1991                                                     | Antonio Innocenti                                             |
| 1991-1996                                                     | Jose Tomas Sanchez                                            |
| 1996-2006                                                     | Darío Castrillón Hoyos                                        |
| 2006-2010                                                     | Cláudio Hummes                                                |
| 2010-2013                                                     | Mauro Piacenza                                                |
| 2013-2021                                                     | Beniamino Stella                                              |
| 2021-2022                                                     | Lazarus You Heung-sik                                         |
| Dicasterie voor de Clerus                                     |                                                               |
| 2022-heden                                                    | Lazarus You Heung-sik                                         |